# Margrit Bolli
Margarete Schatz-Bolli (* 15. Dezember 1919 in Basel; † 13. Oktober 2017 in Therwil) war eine Schweizer Funkerin der Roten Kapelle.

## Leben
Bolli war die Tochter eines italienischen Antifaschisten. Sie absolvierte eine Ausbildung als Tänzerin, konnte aber nicht immer nur von den dort gezahlten Gagen leben. Sie arbeitete in Bern als Kellnerin in einem Café, als Sándor Radó von der Widerstandsorganisation „Rote Kapelle“ ihre Bekanntschaft suchte. Radó riet ihr, Französisch und das Zehnfingersystem zu erlernen. Später, als sie bei Verwandten in Lausanne wohnte, lernte sie den ehemaligen Spanienkämpfer und GRU-Funker Alexander Foote kennen, der ihr das Morsealphabet und das Verschlüsseln von Nachrichten beibrachte.
Anschliessend begann Bolli für Radó zu arbeiten. Sie erhielt dafür 400 Schweizer Franken im Monat. Im September 1942 zog sie nach Genf, um dort die Anweisungen von Radó auszuführen, den sie unter dem Decknamen Albert kannte. Von Oktober 1942 bis März 1943 erhielt sie chiffrierte Nachrichten und gab sie weiter. Dazu benutzte sie die Wohnung in der rue Henri Mussard 8 und einen Funkapparat, den sie von Radó erhalten hatte. Der Apparat wurde in die Hülle eines mobilen Grammophons eingebaut. Die chiffrierten Berichte gab Bolli unter dem Decknamen Rosa dreimal pro Woche zwischen Mitternacht und ein Uhr nachts weiter. Ihr Gehalt wurde auf 600 Franken im Monat erhöht, dazu kamen Auslagen und Reparaturarbeiten.
Etwa Mitte 1943 lernte Bolli den Friseur Hans Peters kennen, einen Spitzel, der für die 3. Abteilung der deutschen Abwehr arbeitete und unter dem Decknamen Romeo speziell auf Bolli und Helene Radó angesetzt worden war. Ihm teilte sie den Namen des Buches mit, das sie für die Verschlüsselung verwendete bzw. es gelang ihm, das Buch zu entwenden. Das Buch war Es begann im September von Grete von Urbanitzky. Zusammen mit Peters wurde sie am 13. Oktober 1943 in dessen Wohnung von der Schweizer Spionageabwehr verhaftet. Sie erklärte, dass sie für Radó arbeitete, um gegen den Nationalsozialismus zu kämpfen. Da ihr die Observierung ihrer Wohnung zuvor bereits aufgefallen war, hatte sie Radó gebeten, das Funkgerät abzuholen. Dieser liess dabei allerdings einige beweiskräftige Kleinigkeiten wie die Kopfhörer in der Wohnung zurück.
Ihr Verteidiger war Jacques Chamorel, ein Rechtsanwalt aus Lausanne. Ein Schweizer Militärgericht (Divisionsgericht 1A) verurteilte Margarete Bolli 1947 wegen Nachrichtendienst gegen fremde Staaten zu zehn Monaten Gefängnis auf Bewährung und einer Geldstrafe von 500 Schweizer Franken. Otto Pünter zahlte für sie eine Kaution, so dass die Funkerin freigelassen wurde. Sie heiratete den Geschäftsmann Artur Schatz. 1956 zog das Paar nach Basel.
Die Filmemacherin Heidi Specogna produzierte 1993 den Dokumentarfilm Deckname Rosa über das Leben von Margrit Bolli.